# Acaulospora foveata
Acaulospora foveata är en svampart som beskrevs av Trappe & Janos 1982. Acaulospora foveata ingår i släktet Acaulospora och familjen Acaulosporaceae.   Inga underarter finns listade i Catalogue of Life.